# Walramstuw

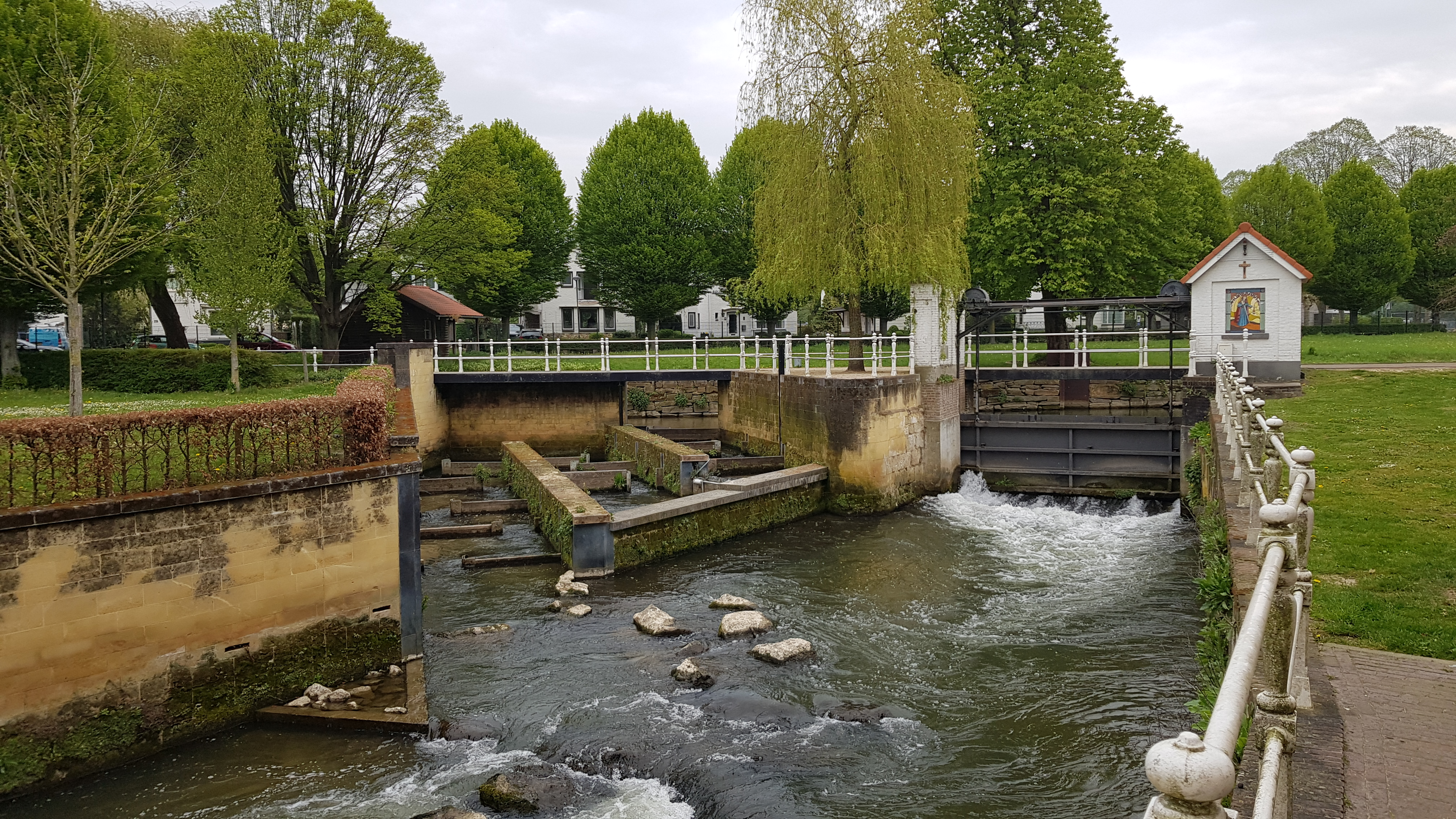
Walramstuw met vistrap

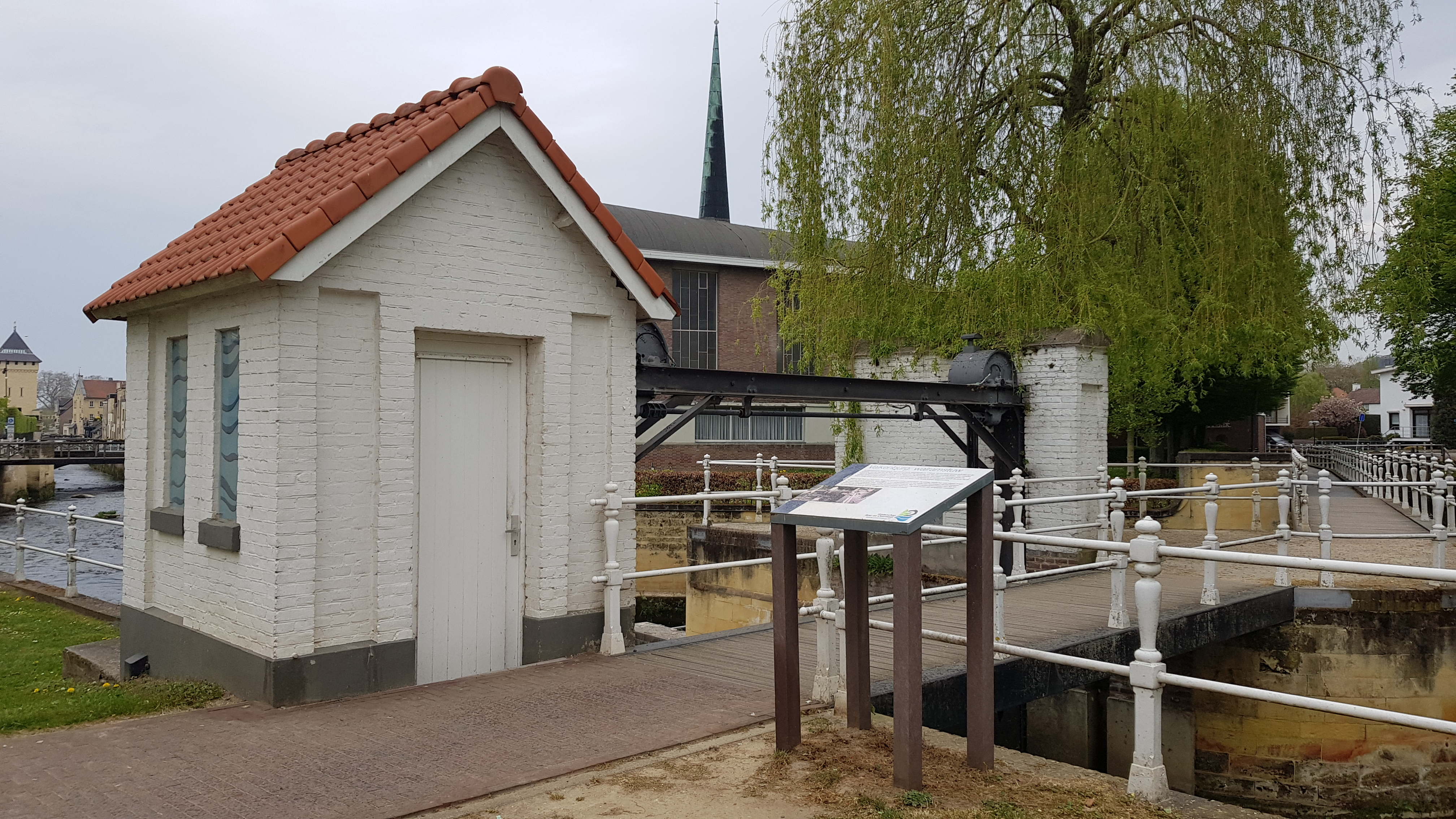
Walramstuw

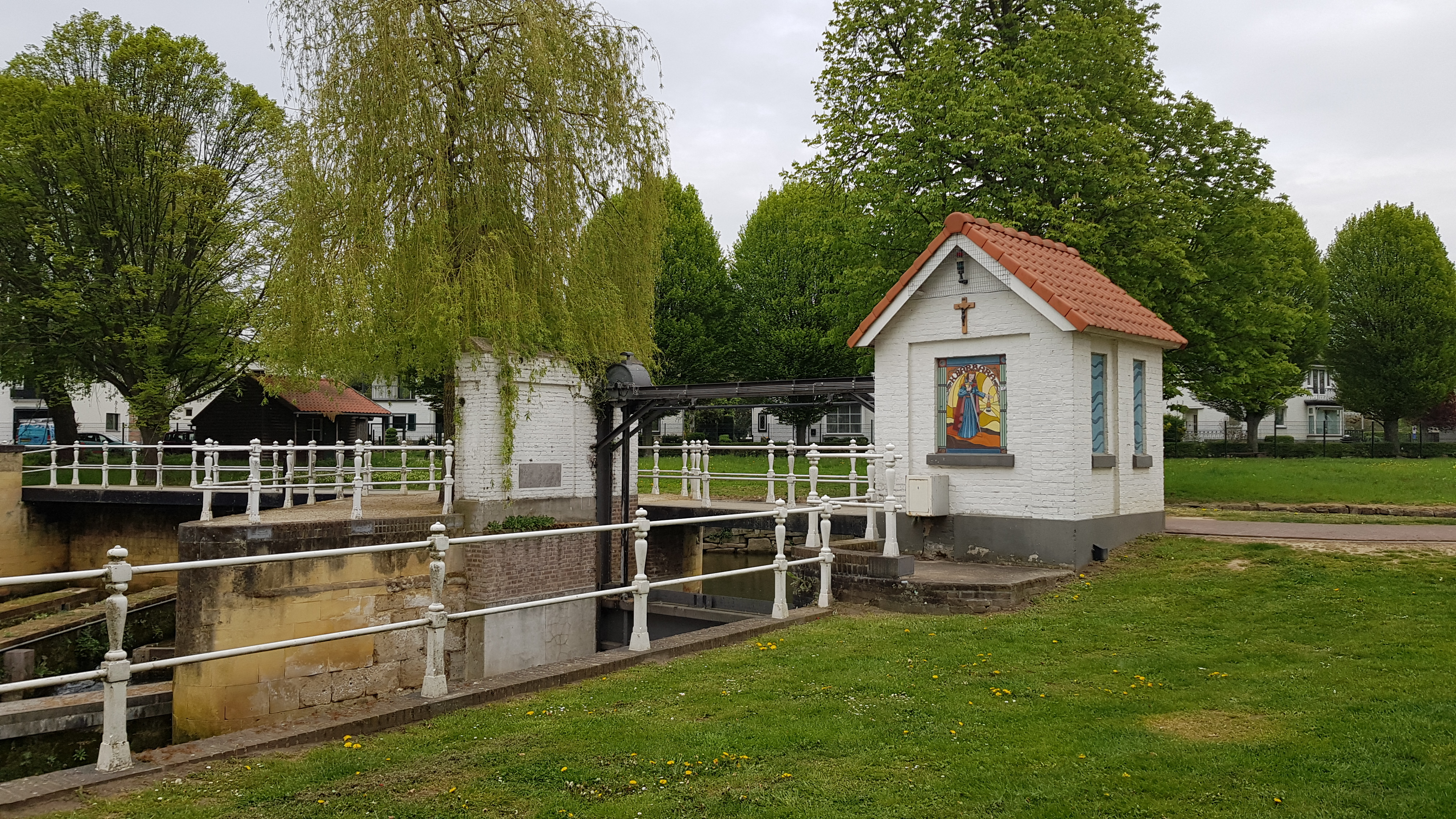
Walramstuw

De Walramstuw is een stuw in Valkenburg in de Nederlands Zuid-Limburgse gemeente Valkenburg aan de Geul. De stuw ligt nabij de Onze-Lieve-Vrouw van Altijddurende Bijstandkerk, het Walramplein en de Burgemeester Henssingel in de Geul op de plaats waar de molentak van de beek aftakt naar de Oude Molen en de Franse Molen.
Bij de stuw ligt een vistrap om vissen in de gelegenheid te stellen de stuw te passeren.

## Geschiedenis
De stuw is eeuwenoud. Reeds in 1759 werd het verdeelwerk vernieuwd.
In 1919 werd de stuw wederom vernieuwd.
In 2008 werd bij de stuw een vispassage aangelegd.
In 2010 werd de aandrijving van de stuw vernieuwd en geëlektrificeerd.
In 2012 werd op de wand van het sluisgebouwtje een schildering aangebracht van de heilige Barbara.

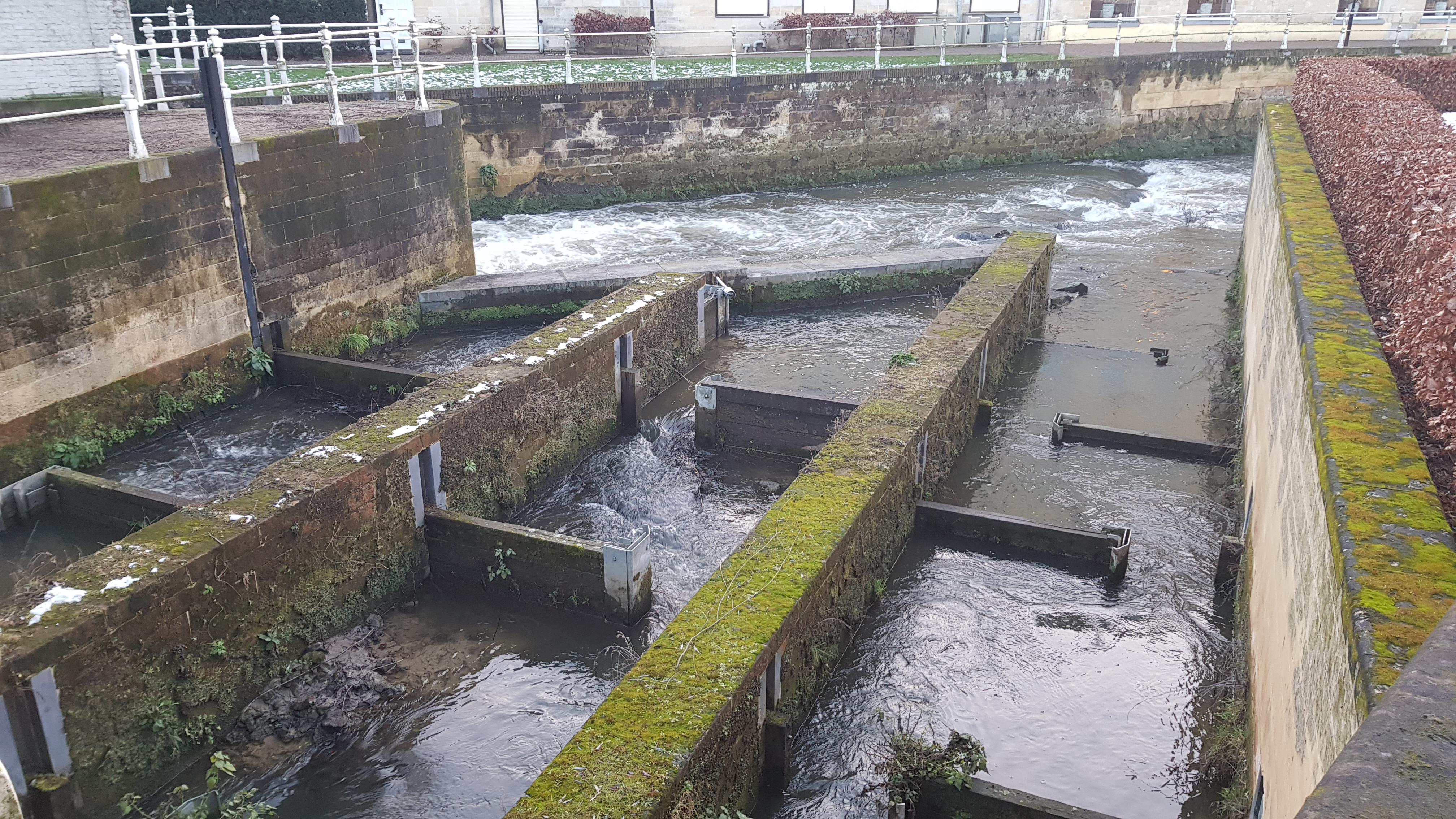
De vistrap
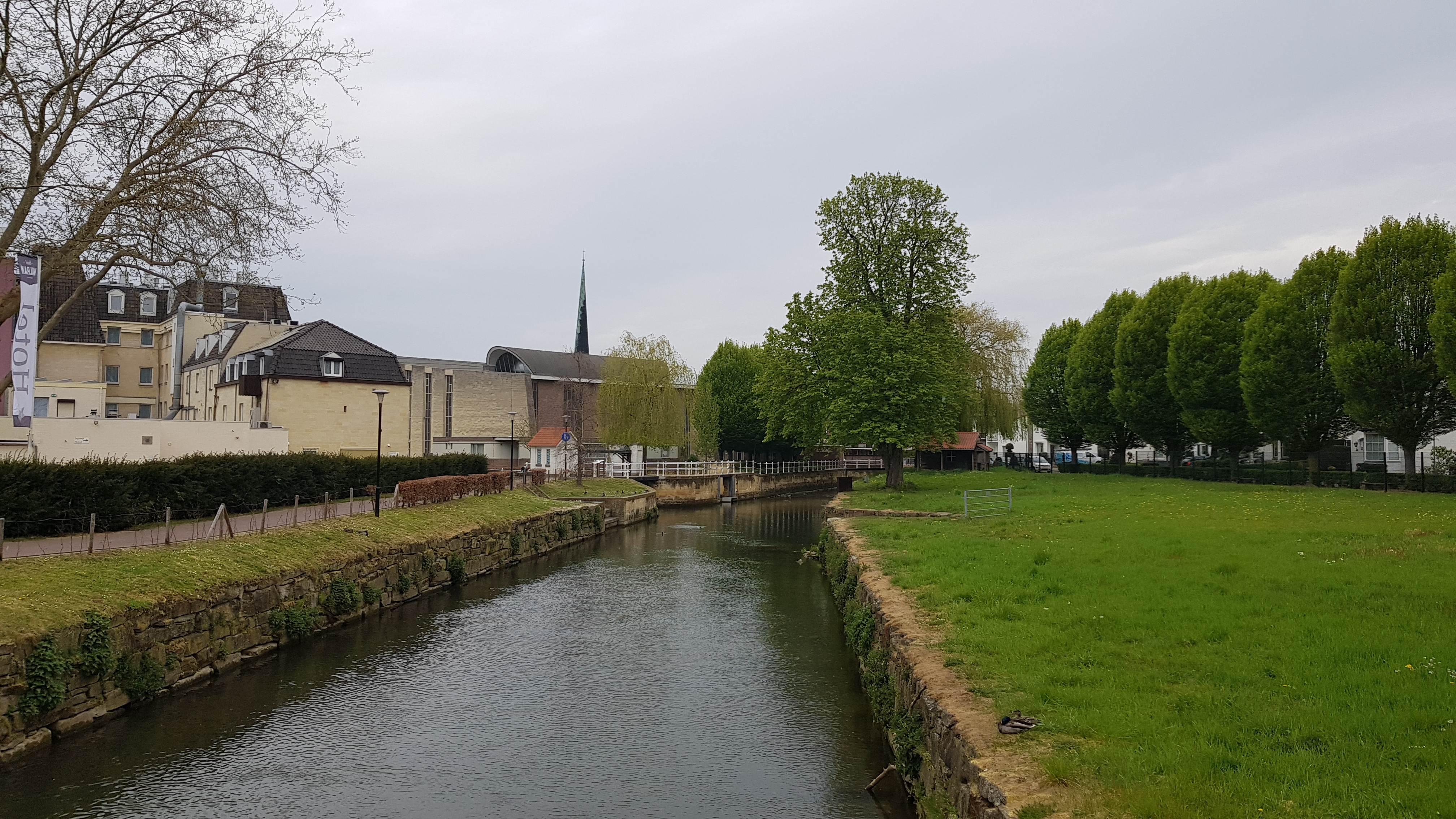
De Geul voor de stuw